# Melcsic
Koordináták: é. sz. 48° 50′ 45″, k. h. 17° 54′ 56″48.845833°N 17.915556°E
Melcsic (szlovákul Melčice) Melcsicmogyoród településrésze, egykor önálló falu Szlovákiában, a Trencséni kerületben a Trencséni járásban.

## Fekvése
Trencséntől 12 km-re délnyugatra, a Vág jobb oldalán fekszik. Melcsicmogyoród déli részét alkotja.

## Története
A falu területén már a bronzkorban, valamint a korai szláv időkben is éltek emberek.
Első írásos említése 1398-ban történik „Myliche” néven, amikor a beckói uradalmat Zsigmond király hívének, Stíbor vajdának adja. A település maga a 14. században keletkezhetett. Története során mindvégig Beckó várához tartozott, az ottani szolgálónépek faluja volt. A Bánfy, Rozgonyi, Kanizsai, Nádasdy családok birtokában állt. A 17. századtól a Berényi, Esterházy, Drugeth, Horecky, Mednyánszky, Rátkay, Pongrácz és Melcsici családoké.
A 18. század végén Vályi András így ír róla: „MELECSICZ. Tót falu Trentsén Várm. földes Urai B. Vécsey, és több Urak, lakosai katolikusok, fekszik Kochanóczhoz nem meszsze, és annak filiája, földgye termékeny, szőleje és más javai is vannak.”
Fényes Elek 1851-ben kiadott geográfiai szótárában így ír a faluról: „Melcsics, tót falu, Trencsén vármegyében, jó határral. Lakja az irtásokkal együtt 180 katholikus, 404 evang., 20 zsidó. Synagoga. Van itt egy savanyuviz-forrás is, melly a többi Trencsénitől abban különbözik, hogy benne sok ruganyos levegőt, de semmi sót nem találni. F. u. többen.”
1880-ban 557 lakosából 473 szlovák, 43 német, 19 magyar anyanyelvű és 22 csecsemő volt; ebből 273 evangélikus, 212 római katolikus és 72 zsidó vallású volt. 1910-ben 853 lakosából 735 szlovák, 77 magyar, 33 német és 8 egyéb anyanyelvű volt. A trianoni békéig Trencsén vármegye Trencséni járásához tartozott.
1975-ben Nemesmogyoróddal egyesítették.

## Nevezetességei
- A Szentháromság tiszteletére szentelt római katolikus temploma 1611 körül épült. A Melcsici család sírboltja található benne.
- A falu közepén áll a 19. században épített Szentháromság kápolna.
- A helyi zsidó közösség egykori közösségi épülete ma magáncégek tulajdona.

## Neves személyek
- Melcsicen született 1811-ben Kubicza Vince római katolikus plébános.
- Melcsicen született 1821-ben Balogh Ágost Flórián nyitrai tiszteletbeli kanonok és felsőkocskóci plébános.
- Itt született 1930-ban Ľubomír Lipták szlovák történész.

## Külső hivatkozások
- Melcsic a térképen

## Lásd még
- Melcsicmogyoród
- Nemesmogyoród